# Архимедов палимпсест
Архимедовият палимпсест е средновековен (палимпсест), изработен от вече използван пергамент, върху който са запазени следите на няколко антични текста. През XX век с помощта на различни техники, те са възстановени и разчетени, като сред тях са три уникални гръцки трактата на Архимед. Находките се публикуват след 1906 г. като понастоящем са свободно достъпни в дигитализиран вид.

## История
Кодексът понастоящем съдържа 174 листа, като на гърба на лист 1 е разчетена дата 1 април 1229 г. Копието от текста на Архимед се предполага, че е било направено в средата на X век във Византия. В началото на XIII век е пренесено в Йерусалим, където монасите го рециклират за свои нужди. Необходимият им брой страници е достигнат с добавянето на още листове от други 5 ръкописа. Няма яснота кога се завръща в Константинопол, но през XIX век Тишендорф забелязва наличието на различими следи под средновековния текст. Едва в 1906 г. Йохан Хайберг се заема с дешифрирането им, като публикува в следващото десетилетие текста на Архимед. Окончателното издание в пълен вид се появява 2008 г.
Към 1920 г. книгата изчезва. Впоследствие се установява, че фалшификатор се е опитал да добави няколко илюстрации, за да я продаде на по-висока цена. В средата на 60-те години на XX век тя е собственост на французи, а по-късно е продадена на търг. Закупена е от заможен анонимен американец, който в началото на 1999 г. я предоставя за съхранение и изследване на Бостънския музей.